# Zbrodnia w Polanach
Zbrodnia w Polanach miała miejsce w marcu 1944 roku. W Polanach (gmina Wiśniowiec na Wołyniu) upowcy zabili 70 mieszkańców Kinachowic i Polan. 
W lutym 1944 roku po napadzie UPA na klasztor w Wiśniowcu Nowym we wsi schronili się uciekinierzy z tej miejscowości. Po zajęciu Wiśniowca przez Sowietów do Polan przyjechały dalsze grupy Polaków, ocalałych z pogromu, które nie wyjechały z ewakuującymi się wojskami węgierskimi. Ponieważ nie mieli dokąd się udać i gdzie mieszkać, zakwaterowali się w domach ukraińskich.
Wkrótce do Polan przyjechał posłaniec UPA, dobrze znający język polski i zapowiedział, że wszyscy Polacy zostaną repatriowani do Polski. Sporządził też listę mieszkańców. Następnego dnia do wsi przybyli upowcy i załadowali wszystkie rodziny na furmanki. Polacy zostali dowiezieni w pobliże głębokiej (60-70 m) studni i tam byli mordowani. Następnie ciała zabitych, osoby ranne i żywe zostały wrzucone do studni i zasypane gruzem i ziemią.
Kilka lat po tych wydarzeniach jedna z Ukrainek doniosła o tym fakcie NKWD. Po dochodzeniu wydobyto szczątki ofiar, które pochowano w sąsiedniej wsi Myszkowce.